# Mimosa xanthocentra
Mimosa xanthocentra är en ärtväxtart som beskrevs av Carl Friedrich Philipp von Martius. Mimosa xanthocentra ingår i släktet mimosor, och familjen ärtväxter. IUCN kategoriserar arten globalt som livskraftig.

## Underarter
Arten delas in i följande underarter:
- M. x. subsericea
- M. x. xanthocentra